# Palestrina - Príncipe de la Música
Palestrina - Príncipe de la Música es una película musical del 2009, dirigida por Georg Brintrup. 

## Argumento
Con el objeto de continuar su desarrollo artístico y su independencia económica, haciendo uso de una gran diplomacia, Palestrina trabajó bajo la protección de la poderosa Iglesia católica. Gracias a su comportamiento y a pesar de las estrictas reglas eclesiásticas de la Iglesia de Roma, logró efectuar una verdadera modernización de la música. 

	La película empieza en el momento de la muerte de Giovanni Pierluigi da Palestrina, en 1594. Después de este acontecimiento, su hijo, Iginio, algunos estudiantes del compositor y algunos colegas, miembros de la Cappella Giulia de la Basílica de San Pedro, expresan sus testimonios sobre la vida y la carrera de Palestrina. Así, sabemos que en su infancia se formó como miembro del coro del círculo de la Escuela Romana de Polifonía, fundada por Costanzo Festa. Cuando se hallaba en la cumbre de su carrera, una plaga y una epidemia de gripe acabaron con la vida de sus dos hijos mayores y de su esposa. 

	Estos testimonios revelan a Palestrina como un artista muy representativo del Renacimiento: Un hombre que toma en sus manos su destino y que mantiene su independencia artística en medio de un clero romano voraz, más interesado en los asuntos políticos que en la espiritualidad de la música. 

	Palestrina desarrolla un nuevo estilo en el arte de la polifonía, el genus novus, en el cual existe un equilibrio entre canto y sonido, en el que todas las voces se separan y se manifiestan de manera independiente las unas con respecto a las otras. El compositor "libera" la música  de las palabras. En este estilo, compone la célebre Missa Papae Marcelli, la cual, después del Concilio de Trento, se vuelve el modelo de la música sacra. Después de la desaparición de sus dos hijos y de su esposa, los testigos señalan que Palestrina, en lugar de entrar en una orden monástica, decide casarse con una viuda riquísima, lo que le facilitará la publicación de todas sus obras y por ende le permitirá que sus trabajos no caigan en el olvido. 

En la película, la música de Palestrina es presentada por el Ensemble Seicentonovecento de Roma, bajo la dirección del maestro Flavio Colusso.

## Intérpretes y Personajes
- Domenico Galasso - Iginio
- Renato Scarpa - Monseñor Cotta
- Remo Remotti - Filippo Neri
- Giorgio Colangeli - L. Barré
- Stefano Oppedisano - Annibale
- Claudio Marchione - Cristoforo
- Achille Brugnini - Giacchino
- Franco Nero - D. Ferrabosco
- Pasquale di Filippo - G. Severini
- Bartolomeo Giusti - El viejo Palestrina
- Daniele Giuliani - El joven Palestrina
- Patrizia Bellezza - Virginia Dormuli
- Francesca Catenacci - Lucrezia Gori

## Comentario
El tema es la vida y la música de Giovanni Pierluigi da Palestrina (ca. 1525- 1594), el celebérrimo compositor de música sacra del renacimiento italiano. Es, sin lugar a dudas, el compositor más conocido del siglo XVI de la Escuela Romana. La película fue rodada en marzo del 2009, principalmente en escenarios naturales en la ciudad de l’Aquila, sus alrededores y en la ciudad de Roma. Una gran parte de los edificios y de los interiores históricos de l’Aquila fueron destruidos por el terremoto del 2009, sólo unos días después de haberse finalizado el rodaje. La música de es dirigida por Flavio Colusso y cantada por el grupo Ensemble Seicentesco di Roma. La película es conocida también bajo los subtítulos de La Libération de la Musique y Die Befreiung der Musik, para sus presentaciones en los países francófonos y en Alemania.

## Festivales
- Auditorium Parco della Musica, Roma, 15 de noviembre de 2009;[1]
- 15.ª Edición del "Prix International du Documentaire et du Reportage Méditerranéen";
- 11.º Festival Internacional de Television ECO, Ohrid, Macedonia;
- Asolo ArtFilmfestival;
- Golden Prague International Television Festival 2010;
- L’Aquila International Film Festival, octubre de 2010, Italia;
- FIFA - Festival international du film sur l'art, Montreal, Canadá 2011.[2]